# Heathcliff and the Cattilac Cats
Heatcliff e os Cattilacs é um desenho animado estadunidense-canadense produzida pela DIC Entertainment e Cookie Jar Entertainment. Era um desenho duplo: o primeiro desenho era estrelado pelo gato Heathcliff, que no Brasil é mais conhecido como Lorde Gato, devido ao fato de ser nomeado pela dublagem brasileira desta forma, em sua primeira série animada, anterior à citada neste artigo. O segundo era estrelado por um grupo de quatro gatos denominado Cattilacs, que tinham como território um ferro-velho. No Brasil, estreou nos anos 80 na Rede Manchete e mais tarde dos anos 90 até 2003 no SBT. Em Portugal, foi transmitido pela TVI no ano de 1993 com dobragem portuguesa e depois pelo Canal Panda com dobragem espanhola sob o nome de O Gato Isidoro. Mais tarde, foi transmitido pelo KidsCo.